# UFC 308
UFC 308: Topuria vs. Holloway è stato un evento di arti marziali miste tenuto dalla Ultimate Fighting Championship il 26 ottobre 2024 all'Etihad Arena di Abu Dhabi, negli Emirati Arabi.

## Risultati
|                                        | Divisione             |                       |                 |                   | Metodo                                      | Round           | Tempo           | Premio          |
| Card Principale                        | Card Principale       | Card Principale       | Card Principale | Card Principale   | Card Principale                             | Card Principale | Card Principale | Card Principale |
| -------------------------------------- | --------------------- | --------------------- | --------------- | ----------------- | ------------------------------------------- | --------------- | --------------- | --------------- |
| Sfida valida per il titolo di campione | Pesi piuma            | Ilia Topuria (c)      | batte           | Max Holloway      | KO (pugni)                                  | 3               | 1:34            | POTN            |
|                                        | Pesi medi             | Khamzat Chimaev       | batte           | Robert Whittaker  | Sottomissione (face crank)                  | 1               | 3:34            | POTN            |
|                                        | Pesi mediomassimi     | Magomed Ankalaev      | batte           | Aleksandar Rakić  | Decisione unanime (29–28, 29–28, 29–28)     | 3               | 5:00            |                 |
|                                        | Pesi piuma            | Lerone Murphy         | batte           | Dan Ige           | Decisione unanime (29–28, 29–28, 29–28)     | 3               | 5:00            |                 |
|                                        | Pesi medi             | Sharabutdin Magomedov | batte           | Armen Petrosyan   | KO (spinning backfists)                     | 2               | 4:52            | POTN            |
| Card Preliminare                       |                       |                       |                 |                   |                                             |                 |                 |                 |
|                                        | Pesi mediomassimi     | Ibo Aslan             | batte           | Raffael Cerqueira | KO tecnico (pugni)                          | 1               | 0:51            |                 |
|                                        | Pesi welter           | Geoff Neal            | batte           | Rafael dos Anjos  | KO tecnico (infortunio al ginocchio)        | 1               | 1:30            |                 |
|                                        | Catchweight (160 lbs) | Mateusz Rębecki       | batte           | Myktybek Orolbai  | Decisione non unanime (28–29, 29–28, 29–28) | 3               | 5:00            | FOTN            |
|                                        | Pesi medi             | Abusupiyan Magomedov  | batte           | Brunno Ferreira   | Sottomissione (arm-triangle choke)          | 3               | 3:14            |                 |
|                                        | Pesi massimi          | Kennedy Nzechukwu     | batte           | Chris Barnett     | KO tecnico (ginocchiata al corpo e pugni)   | 1               | 4:27            |                 |
|                                        | Pesi piuma            | Farid Basharat        | batte           | Victor Hugo       | Decisione unanime (30–27, 29–28, 29–28)     | 3               | 5:00            |                 |
|                                        | Pesi medi             | Ismail Naurdiev       | batte           | Bruno Silva       | Decisione unanime (30–27, 30–27, 30–27)     | 3               | 5:00            |                 |
|                                        | Pesi welter           | Rinat Fakhretdinov    | batte           | Carlos Leal       | Decisione unanime (29–28, 29–28, 30–27)     | 3               | 5:00            |                 |

## Premi
I lottatori premiati ricevettero un bonus di 50.000 dollari.
Legenda:
- FOTN: Fight of the Night (vengono premiati entrambi gli atleti per il miglior incontro dell'evento)
- POTN: Performance of the Night (viene premiato il vincitore per la migliore performance dell'evento)